# Maansteen (gesteente)

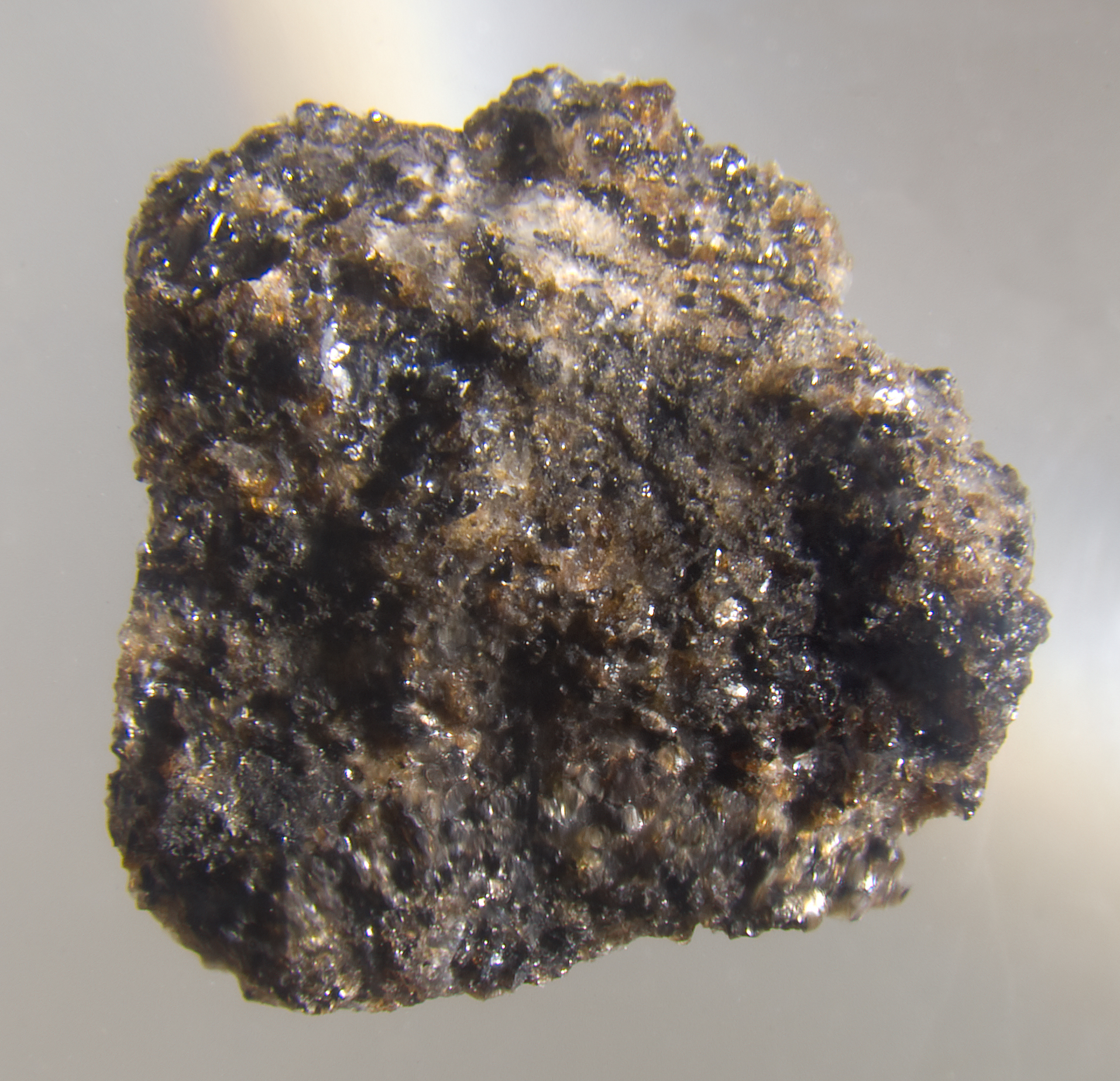
Maansteen van Apollo 17

Maansteen is gesteente dat op de Maan is ontstaan.
Er zijn op de Aarde drie bronnen van dit buitenaards materiaal:
1. verzameld door het Amerikaanse Apolloprogramma (2415 monsters met een gewicht van 382 kg);
2. monsters meegenomen bij het Russische Loenaprogramma (326 gram);
3. monsters in 2020 meegenomen door de onbemande Chinese ruimtesonde Chang'e 5 (1,7 gram);
4. gesteente dat door inslagen van de oppervlakte van de Maan zijn geslingerd en als maanmeteoriet op de Aarde terechtkwamen (vanaf 2006 meer dan 30 kilo).

De leeftijd van de op de Maan verzamelde rotsen kan door middel van radiometrische datering vastgesteld worden, en bedraagt van 3,2 miljard jaar voor de basalt-monsters uit de maanzeeën tot 4,6 miljard jaar in de hooglanden.  
De samenstelling van het gesteente is vooral plagioklaas, pyroxeen en kleinere hoeveelheden olivijn en ilmeniet.